# Refoweb
Refoweb is een Nederlandse website voor christelijke jongeren.
Refoweb richt zich op orthodox-protestantse jongeren, de bevindelijk-gereformeerden onder hen in het bijzonder (de groep die ook wel als reformatorischen wordt aangeduid). De gereformeerde signatuur is onder meer zichtbaar door aankondigingen van de SGP-jongerendagen op de hoofdpagina van de website. Op de website kan worden gechat, gepost op het forum en kunnen er vragen gesteld worden aan een team van meer dan 150 deskundigen, onder wie een groot aantal predikanten uit een breed scala aan kerken.
Refoweb ging van start in 2001. De site werd opgezet om christelijke jongeren van de gereformeerde gezindte een plek op het internet te bieden waar ze elkaar konden ontmoeten om te praten over hun geloof en andere zaken.
In het voorjaar van 2005 startte Eleos, een christelijke instelling voor geestelijke gezondheidszorg, op proef een samenwerkingsverband met refoweb, doordat er via de vragenrubriek met enige regelmaat vragen binnenkwamen van jongeren met psychiatrische en psychosociale problemen. In een afgesloten chatroom werd de mogelijkheid gegeven om anoniem op een spreekuur van Eleos te komen. In 2006 bracht Uitgeverij Kok te Kampen een boekje uit met zestig van de meest gestelde vragen (en de antwoorden daarop) aan de vragenrubriek, met de titel 'Pastorie online'.
Zo rond het jaar 2003 werd de chatbox van Refoweb de eerste chatbox die voor gebruikers van het gefilterde internet van het Reformatorisch Dagblad (Rdnet) toegankelijk was.
Een verschijnsel binnen Refoweb is de zogeheten RefowebRepubliek (ook wel de Refobliek genoemd). Dit is een zogenaamde micronatie, een virtueel land met een politiek systeem en een sociaal gebeuren rondom dit systeem.